# Aspiolucius esocinus
Aspiolucius esocinus är en fiskart som först beskrevs av Kessler, 1874.  Aspiolucius esocinus ingår i släktet Aspiolucius och familjen karpfiskar. IUCN kategoriserar arten globalt som sårbar. Inga underarter finns listade.